# Division II i ishockey 1972/1973
Division II i ishockey 1972/1973 var andradivisionen i svensk ishockey under säsongen 1972/73 och spelades i åtta serier med tio lag i varje (med undantag för Division II Östra B som hade 12 lag), totalt 82 lag. Segrande lag i respektive serie gick vidare till kval om en plats i Division I nästa säsong. De sämsta lagen i varje serie flyttades ner till Division III.

## Lagen
Nya lag var bl.a. Nacka SK och Surahammars IF som hade flyttats ner från Allsvenskan sedan förra säsongen. Från Division III hade följande lag flyttats upp: Alvesta SK, BK Bäcken (Göteborg), IFK Trollhättan, IK Viking (Hagfors), Kallinge SK, Kåge IF (Skellefteå), Luleå SK, Malmbergets AIF, Mjölby Södra IF, Morgårdshammars IF, Norrtälje IK, Nynäshamns IF, Rögle BK (Ängelholm), Strands IF (Hudiksvall), Trångsunds IF (Huddinge), Vikarby IK (Rättvik) och Ånge IK.
Dessutom hade Skillingaryds IS flyttats från Södra B till A, Clemensnäs IF gått samman med Rönnskärs IF till Clemensnäs/Rönnskärs IF och Malmö FF:s ishockeysektion brutit sig ur och bildat Malmö IF. I Örebro hade på samma sätt ishockeysektionen brutit sig ur Örebro SK och bildat en egen förening under namnet Örebro IK.

## Division II Norra
Grupp A
Kiruna AIF blev det fjärde norrbottniska laget att vinna serien och gå vidare till kval. Piteå var dock det lag som började serien bäst och som ledde i halvtid. Boden och Luleå också var med i toppen. Först i sextonde omgången, tredje från slutet, kunde Kiruna AIF avgöra genom seger mot Piteå med 6–1 samtidigt som Boden besegrade Luleå. Luleå var det lag som drog största publiken med i genomsnitt 1 967 åskådare per match. Skytteligan vanns av IFK Luleås Tomas Carlstedt med 29 gjorda mål.
| Nr | Lag                     | S  | V  | O | F  | GM  | IM  | MS   | P  |
| -- | ----------------------- | -- | -- | - | -- | --- | --- | ---- | -- |
| 1  | Kiruna AIF              | 18 | 15 | 1 | 2  | 119 | 39  | +80  | 31 |
| 2  | IFK Luleå               | 18 | 13 | 0 | 5  | 124 | 59  | +65  | 26 |
| 3  | Bodens BK               | 18 | 12 | 1 | 5  | 88  | 55  | +33  | 25 |
| 4  | Piteå IF                | 18 | 11 | 1 | 6  | 89  | 59  | +30  | 23 |
| 5  | Clemensnäs/Rönnskärs IF | 18 | 11 | 1 | 6  | 94  | 65  | +29  | 23 |
| 6  | Medle SK                | 18 | 11 | 1 | 6  | 75  | 55  | +20  | 23 |
| 7  | IFK Kiruna              | 18 | 6  | 0 | 12 | 86  | 94  | −8   | 12 |
| 8  | Kåge IF                 | 18 | 3  | 0 | 15 | 48  | 118 | −70  | 6  |
| 9  | Malmbergets AIF         | 18 | 3  | 0 | 15 | 48  | 157 | −109 | 6  |
| 10 | Luleå SK                | 18 | 2  | 1 | 15 | 53  | 123 | −70  | 5  |

Grupp B
Inför säsongsstarten var Sundsvallslaget Heffners/Ortviken och Umeålaget Teg favoriter. Båda lagen var med i toppstriden men under seriens gång kom Tunadal (också Sundsvall) ifatt och i sextonde omgången tappade Heffners poäng och Tunadal passade på att gå upp i ledning. Inför sista omgången ledde man fortfarande med 1 poäng före Teg, men var pressade att inte förlora poäng mot Örnsköldsvik då Teg hade bättre målskillnad. Det gjorde man inte heller, matchen slutade 10–0 och seriesegern och platsen i kvalet var därmed klar. Skytteligan vanns av Granös Joel Wilhelmsson som gjorde 19 mål.
| Nr | Lag                   | S  | V  | O | F  | GM  | IM  | MS  | P  |
| -- | --------------------- | -- | -- | - | -- | --- | --- | --- | -- |
| 1  | Tunadals IF           | 18 | 14 | 2 | 2  | 93  | 42  | +51 | 30 |
| 2  | Tegs SK               | 18 | 14 | 1 | 3  | 100 | 37  | +63 | 29 |
| 3  | Heffners/Ortvikens IF | 18 | 12 | 3 | 3  | 92  | 44  | +48 | 27 |
| 4  | Järveds IF            | 18 | 10 | 2 | 6  | 89  | 67  | +22 | 22 |
| 5  | Örnsköldsviks SK      | 18 | 8  | 3 | 7  | 61  | 73  | −12 | 19 |
| 6  | Granö IF              | 18 | 7  | 2 | 9  | 78  | 71  | +7  | 16 |
| 7  | Nordingrå SK          | 18 | 5  | 3 | 10 | 65  | 104 | −39 | 13 |
| 8  | Östersunds IK         | 18 | 5  | 2 | 11 | 60  | 99  | −39 | 12 |
| 9  | Ånge IK               | 18 | 1  | 5 | 12 | 51  | 99  | −48 | 7  |
| 10 | Sollefteå IK          | 18 | 1  | 3 | 14 | 45  | 98  | −53 | 5  |

## Division II Östra
Grupp A
I förhandsdiskussionerna var Gävlelaget Strömsbro, Bollnäs samt Falun favoriter. Något av dessa lag skulle gå vidare till kvalet trodde man. Bollnäs och Falun svarade inte alls mot förväntningarna utan slutade på fjärde och femte plats. Istället höll sig Gävle GIK kvar i toppstriden tills tre omgångar återstod, då lokalkonkurrenten Strömsbro satte punkt för Gävles möjlighet att vinna serien. I näst sista omgången tog Hofors emot serieledande Strömsbro i en seriefinal hemma på Hoforsrinken. Hofors vann och gick upp i serieledning, men inför sista omgången skulle Strömsbro möta bottenlaget Vikarby, medan Hofors hade svårare motstånd mot Malung som tycktes vara i god form. Svårt blev det också. I mitten av andra perioden låg Hofors under med 3–2 medan Strömsbro öste in mål. När fem minuter av matchen återstod stod det tre lika och Strömsbro hade precis vunnit sin match med hela 20–2 och kvalplatsen såg ut att gå till Gävle tills Hoforsbacken Kjell Kroon kunde avgöra med ett skott från blå linjen. Strands Leif Jonsson vann skytteligan med 22 gjorda mål.
| Nr | Lag          | S  | V  | O | F  | GM  | IM  | MS  | P  |
| -- | ------------ | -- | -- | - | -- | --- | --- | --- | -- |
| 1  | Hofors IK    | 18 | 14 | 1 | 3  | 107 | 57  | +50 | 29 |
| 2  | Strömsbro IF | 18 | 14 | 0 | 4  | 124 | 59  | +65 | 28 |
| 3  | Gävle GIK    | 18 | 12 | 3 | 3  | 115 | 75  | +40 | 27 |
| 4  | Bollnäs IS   | 18 | 13 | 0 | 5  | 80  | 49  | +31 | 26 |
| 5  | Falu IF      | 18 | 10 | 1 | 7  | 97  | 69  | +28 | 21 |
| 6  | Malungs IF   | 18 | 4  | 4 | 10 | 61  | 76  | −15 | 12 |
| 7  | Storviks IF  | 18 | 5  | 2 | 11 | 72  | 104 | −32 | 12 |
| 8  | Ljusne AIK   | 18 | 6  | 0 | 12 | 64  | 101 | −37 | 12 |
| 9  | Strands IF   | 18 | 3  | 1 | 14 | 63  | 102 | −39 | 7  |
| 10 | Vikarby IK   | 18 | 3  | 0 | 15 | 45  | 136 | −91 | 6  |

Grupp B
Hammarby från Stockholm Söder vann serien efter att ha börjat med elva raka segrar. Laget var dock ungt och orutinerat och tappade många poäng mot slutet i serien – även mot bottenlagen. Planen hade inte varit att vinna redan denna säsong utan att bygga för framtiden. Uppsalalaget Almtuna var nära att hinna ifatt Hammarby. Inför sista omgången var de ett poäng efter och med bättre målskillnad hade de chansen att gå om ifall Hammarby skulle tappa poäng. Men Hammarby höll undan och Almtuna slutade tvåa. Almtunas Roger Lundström skytteligan med 24 gjorda mål.
| Nr | Lag           | S  | V  | O | F  | GM  | IM  | MS  | P  |
| -- | ------------- | -- | -- | - | -- | --- | --- | --- | -- |
| 1  | Hammarby IF   | 22 | 19 | 0 | 3  | 106 | 65  | +41 | 38 |
| 2  | Almtuna IS    | 22 | 17 | 3 | 2  | 130 | 61  | +69 | 37 |
| 3  | Huddinge IK   | 22 | 13 | 4 | 5  | 103 | 74  | +29 | 30 |
| 4  | Nacka SK      | 22 | 14 | 1 | 7  | 113 | 66  | +47 | 29 |
| 5  | IK Göta       | 22 | 9  | 5 | 8  | 82  | 70  | +12 | 23 |
| 6  | Väsby IK      | 22 | 11 | 1 | 10 | 105 | 94  | +11 | 23 |
| 7  | BK Remo       | 22 | 10 | 2 | 10 | 108 | 99  | +9  | 22 |
| 8  | Norrtälje IK  | 22 | 8  | 2 | 12 | 81  | 95  | −14 | 18 |
| 9  | Nynäshamns IF | 22 | 7  | 3 | 12 | 82  | 104 | −22 | 17 |
| 10 | Stocksunds IF | 22 | 6  | 2 | 14 | 82  | 126 | −44 | 14 |
| 11 | Tranebergs IF | 22 | 2  | 3 | 17 | 61  | 124 | −63 | 7  |
| 12 | Trångsunds IF | 22 | 3  | 0 | 19 | 63  | 138 | −75 | 6  |

## Division II Västra
Grupp A
Före säsongsstarten var Surahammar, Fagersta och Skultuna favoriter och denna säsong höll favoriterna. Från start turades Surahammar och Fagersta om i toppen till den åttonde omgången då Fagersta kunde dra ifrån. Det varade till det blev dags för dubbelmöte med Surahammar som "Sura" vann med 5–3 och 6–4. Lindesberg och Guldsmedshyttan gjorde livet surt för de tre topplagen då och då och kunde spela hem fjärde- och femteplatserna. I botten kunde Enköping hålla undan nedflyttningsplatserna som istället gick till Ludvika och Köpingslaget Westmannia. Surahammars Kent Zetterberg vann skytteligan med 23 gjorda mål. 
| Nr | Lag                | S  | V  | O | F  | GM  | IM | MS  | P  |
| -- | ------------------ | -- | -- | - | -- | --- | -- | --- | -- |
| 1  | Surahammars IF     | 18 | 13 | 2 | 3  | 113 | 46 | +67 | 28 |
| 2  | Fagersta AIK       | 18 | 13 | 1 | 4  | 119 | 51 | +68 | 27 |
| 3  | Skultuna IS        | 18 | 13 | 0 | 5  | 74  | 60 | +14 | 26 |
| 4  | IFK Lindesberg     | 18 | 12 | 2 | 4  | 78  | 66 | +12 | 26 |
| 5  | Guldsmedshytte SK  | 18 | 10 | 2 | 6  | 67  | 52 | +15 | 22 |
| 6  | Avesta BK          | 18 | 8  | 1 | 9  | 67  | 82 | −15 | 17 |
| 7  | Morgårdshammars IF | 18 | 5  | 3 | 10 | 54  | 94 | −40 | 13 |
| 8  | Enköpings SK       | 18 | 4  | 1 | 13 | 48  | 76 | −28 | 9  |
| 9  | IK Westmannia      | 18 | 3  | 1 | 14 | 44  | 95 | −51 | 7  |
| 10 | Ludvika FfI        | 18 | 2  | 1 | 15 | 40  | 82 | −42 | 5  |

Grupp B
Västra B brukade kallas för Värmlandsgruppen, men de senaste säsongerna hade flera lag flyttats ner till Division III och Karlskoga flyttats upp till Allsvenskan. Dessutom hade IK Deje strax före säsongsstart dragit sig ut spel i Division II och nu var det bara tre Värmlandslag kvar: Grums, Viking (Hagfors) och Forshaga. Dejes avhopp i sent skede när spelomgångarna redan var lottade ledde till haltande tabell nästan hela säsongen. Favoriten Grums tog ledningen i serien tidigt under säsongen och lämnade den sdan aldrig ifrån sig. Tibro spelade till sig andraplatsen i sista omgången samtidigt som de skickade Borås ner till Division III. Med till trean följde Trollhättan som bara lyckats ta ett enda poäng under säsongen. Grumsspelaren Lennart Noaksson vann skytteligan med 29 gjorda mål.
| Nr | Lag             | S  | V  | O | F  | GM  | IM  | MS  | P  |
| -- | --------------- | -- | -- | - | -- | --- | --- | --- | -- |
| 1  | Grums IK        | 18 | 14 | 1 | 3  | 126 | 61  | +65 | 29 |
| 2  | Tibro IK        | 18 | 10 | 2 | 6  | 82  | 79  | +3  | 22 |
| 3  | IK Viking       | 18 | 10 | 1 | 7  | 82  | 66  | +16 | 21 |
| 4  | Mölndals IF     | 18 | 8  | 4 | 6  | 78  | 52  | +26 | 20 |
| 5  | BK Bäcken       | 18 | 9  | 2 | 7  | 80  | 87  | −7  | 20 |
| 6  | Forshaga IF     | 18 | 8  | 2 | 8  | 83  | 67  | +16 | 18 |
| 7  | Skövde IK       | 18 | 8  | 1 | 9  | 79  | 77  | +2  | 17 |
| 8  | Mariestad BoIS  | 18 | 7  | 2 | 9  | 56  | 69  | −13 | 16 |
| 9  | Borås HC        | 18 | 5  | 6 | 7  | 72  | 87  | −15 | 16 |
| 10 | IFK Trollhättan | 18 | 0  | 1 | 17 | 43  | 136 | −93 | 1  |

## Division II Södra
Grupp A
Serien blev en kamp mellan det nybildade Örebro IK, Norrköpingslaget IK IFK/IKS och Nyköping. Örebro avgjorde i sista omgången genom att besegra Vimmerby samtidigt som "Vita Hästen", som Norrköpingslaget kallades i folkmun, och Nyköping förlorade sina matcher. Norrköpings Christer Juresta vann skytteligan med 21 gjorda mål.
| Nr | Lag              | S  | V  | O | F  | GM  | IM  | MS  | P  |
| -- | ---------------- | -- | -- | - | -- | --- | --- | --- | -- |
| 1  | Örebro IK        | 18 | 11 | 3 | 4  | 101 | 60  | +41 | 25 |
| 2  | IK IFK/IKS       | 18 | 11 | 0 | 7  | 97  | 74  | +23 | 22 |
| 3  | Nyköpings BIS    | 18 | 10 | 2 | 6  | 83  | 76  | +7  | 22 |
| 4  | HV 71 Jönköping  | 18 | 8  | 3 | 7  | 85  | 72  | +13 | 19 |
| 5  | Boro/Landsbro IF | 18 | 9  | 1 | 8  | 70  | 65  | +5  | 19 |
| 6  | BK Kenty         | 18 | 8  | 3 | 7  | 65  | 64  | +1  | 19 |
| 7  | Tranås AIF       | 18 | 7  | 2 | 9  | 71  | 82  | −11 | 16 |
| 8  | Vimmerby IF      | 18 | 6  | 2 | 10 | 80  | 80  | 0   | 14 |
| 9  | Skillingaryds IS | 18 | 6  | 1 | 11 | 61  | 86  | −25 | 13 |
| 10 | Mjölby Södra IF  | 18 | 5  | 1 | 12 | 61  | 115 | −54 | 11 |

Grupp B
Favoriterna Nybro, med ett ungt lag bestående nästan bara av egna produkter, vann serien för tredje säsongen i rad i kamp med Ängelholmslaget Rögle som slutade 1 poäng efter. Den första seriefinalen spelades redan i andra omgången i Vegeholmshallen inför mer än 4 000 åskådare och Rögle vann med 5–3. Några veckor senare var det returmöte inför 3 000 åskådare i Victoriahallen där Nybro tog revansch med 3–1. Annars var det bara bottenlaget Kallinge som lyckades besegra Nybro. Två gånger dessutom. Det hjälpte dem att hålla ifrån i bottenstriden. Istället var det Limhamnslaget Skäret och Alvesta som placerade sig på nedflyttningsplats. Nybros Steffan Andersson vann skytteligan med 21 gjorda mål.
| Nr | Lag          | S  | V  | O | F  | GM  | IM  | MS  | P  |
| -- | ------------ | -- | -- | - | -- | --- | --- | --- | -- |
| 1  | Nybro IF     | 18 | 14 | 1 | 3  | 114 | 35  | +79 | 29 |
| 2  | Rögle BK     | 18 | 13 | 2 | 3  | 87  | 45  | +42 | 28 |
| 3  | Malmö IF     | 18 | 10 | 3 | 5  | 94  | 72  | +22 | 23 |
| 4  | Gislaveds SK | 18 | 10 | 1 | 7  | 79  | 68  | +11 | 21 |
| 5  | Växjö HC     | 18 | 7  | 5 | 6  | 64  | 68  | −4  | 19 |
| 6  | Halmstads HK | 18 | 9  | 0 | 9  | 82  | 68  | +14 | 18 |
| 7  | IF Troja     | 18 | 6  | 3 | 9  | 69  | 86  | −17 | 15 |
| 8  | Kallinge SK  | 18 | 6  | 2 | 10 | 55  | 69  | −14 | 14 |
| 9  | IK Skäret    | 18 | 4  | 0 | 14 | 41  | 104 | −63 | 8  |
| 10 | Alvesta SK   | 18 | 2  | 1 | 15 | 45  | 115 | −70 | 5  |

## Kvalspel till Division I
Norra kvalserien till Division I
Örnsköldsvikslaget Modo från Norra kvalificeringsserien var favoriter och klarade till slut att vinna serien och ta den ena platsen i Division I till nästa säsong. Den andra platsen i högsta serien togs av Kiruna AIF efter att i sista omgången besegrat redan klara Modo med 7–1.
| Nr | Lag         | S | V | O | F | GM | IM | MS  | P  |
| -- | ----------- | - | - | - | - | -- | -- | --- | -- |
| 1  | Modo AIK    | 8 | 5 | 1 | 2 | 42 | 24 | +18 | 11 |
| 2  | Kiruna AIF  | 8 | 5 | 1 | 2 | 41 | 25 | +16 | 11 |
| 3  | Tunadals IF | 8 | 3 | 3 | 2 | 32 | 38 | −6  | 9  |
| 4  | Hofors IK   | 8 | 2 | 3 | 3 | 30 | 38 | −8  | 7  |
| 5  | Hammarby IF | 8 | 0 | 2 | 6 | 21 | 41 | −20 | 2  |

Södra kvalserien till Division I
I den södra gruppen stod Mora i en klass för sig. Mora hade placerat sig näst sist i kvalificeringsserien och kvalade nu för att hålla sig kvar i Division I till nästa säsong. Det var aldrig några tveksamheter om att de skulle lyckas, frågan var fr.a. vem som skulle ta den andra platsen. Inför sista omgången stod det mellan Örebro och Grums. Örebro var färdigspelade och skulle flyttas upp om Grums förlorade mot Mora, vilket de gjorde med 4–1. Matchen mellan Surahammar och Nybro ställdes in då den inte påverkade vilket lag som skulle flyttas upp.
| Nr | Lag            | S | V | O | F | GM | IM | MS  | P  |
| -- | -------------- | - | - | - | - | -- | -- | --- | -- |
| 1  | Mora IK        | 8 | 7 | 1 | 0 | 44 | 18 | +26 | 15 |
| 2  | Örebro IK      | 8 | 4 | 2 | 2 | 36 | 23 | +13 | 10 |
| 3  | Grums IK       | 8 | 4 | 1 | 3 | 28 | 26 | +2  | 9  |
| 4  | Surahammars IF | 7 | 1 | 0 | 6 | 26 | 44 | −18 | 2  |
| 5  | Nybro IF       | 7 | 1 | 0 | 6 | 17 | 40 | −23 | 2  |